# Muránska Lehota
Muránska Lehota és un poble i municipi d'Eslovàquia que es troba a la regió de Banská Bystrica.

## Història
La primera menció escrita de la vila es remunta al 1453.

## Demografia
| Godina             | 1994 | 2004   | 2014    | 2024  |
| ------------------ | ---- | ------ | ------- | ----- |
| Nombre de persones | 239  | 234    | 200     | 199   |
| Diferència         |      | −2,09% | −14,52% | −0,5% |

| Godina             | 2023 | 2024   |
| ------------------ | ---- | ------ |
| Nombre de persones | 202  | 199    |
| Diferència         |      | −1,48% |